# Rufus C. Holman
Rufus Cecil Holman, född 14 oktober 1877 i Portland, Oregon, död 27 november 1959 i Portland, Oregon, var en amerikansk republikansk politiker. Han representerade delstaten Oregon i USA:s senat 1939–1945.
Holman arbetade bland annat som lärare, jordbrukare och bokhållare innan han 1910 startade ett företag som tillverkade bokföringsböcker och papperslådor. Han var senare verksam inom kall-lagerbranschen. Han var delstatens finansminister (Oregon State Treasurer) 1931–1938.
Holman efterträdde 1939 Alexander G. Barry som senator för Oregon. Holman var kritisk mot fackföreningsrörelsen och emot Franklin D. Roosevelts utrikespolitik. Han var för interneringen av japaner. Han besegrades av Wayne Morse i republikanernas primärval inför senatsvalet 1944.
Holman avled 1959 och gravsattes på River View Cemetery i Portland.